# Omalizumab
Omalizumab (Xolair) je humanizovano antitelo koje se koristi za redukovanje senzitivnosti na udahnute ili progutane alergene, posebno za kontrolu umerene do jake alergijske astme, koja nije responsivna na visoke doze kortikosteroida. Omalizumab je rekombinantno DNK-izvedeno IgG1k monoklonalno antitelo, koje se selektivno vezuje za ljudski imunoglobulin E (IgE). Xolair se proizvodi pomoću CHO ćelija.

## Literatura
- Hardman JG, Limbird LE, Gilman AG (2001). Goodman & Gilman's The Pharmacological Basis of Therapeutics (10. изд.). New York: McGraw-Hill. ISBN 0071354697. doi:10.1036/0071422803.
- Thomas L. Lemke; David A. Williams, ур. (2007). Foye's Principles of Medicinal Chemistry (6. изд.). Baltimore: Lippincott Willams & Wilkins. ISBN 0781768799.

## Spoljašnje veze
|  | Molimo Vas, obratite pažnju na važno upozorenje u vezi sa temama iz oblasti medicine (zdravlja). |